# Applikationsspets
En applikationsspets är en spets som består av en knypplad eller masking gjord tyll med fastsydda (applicerade) knypplade eller sydda motiv. Ofta är tyllbottnen bortklipp under motiven. De finaste applikationsspetsarna är Brysselspetsarna från 1800-talet.